# Kup europskih prvaka 1986./87. (košarka)
Ovo je 30. izdanje Kupa europskih prvaka u košarci. Sudjelovalo je 26 momčadi. Nakon tri kruga izbacivanja igrana je poluzavršna skupina. Prve dvije momčadi iz nje (Tracer Milano i Maccabi Tel Aviv) izborile su završnicu. Daljnji poredak: Pau-Orthez, Zadar, Žalgiris Kaunas, Real Madrid. Završnica je odigrana u Lausanneu 2. travnja 1987.

## Završnica
- Tracer Milano -  Maccabi Tel Aviv 71:69

- europski prvak:  Tracer Milano (drugi naslov)
  - sastav ([1]): Fabrizio Ambrassa, Fausto Bargna, Franco Boselli, Riccardo Pittis, Mike D'Antoni, Mario Governa, Roberto Premier, Dino Meneghin, Vittorio Gallinari, Ken Barlow, Michele Guardascione, Bob McAdoo, trener Dan Peterson